# 无缝钢管
无缝钢管是一种主要用于流体输送的管道，中间为中空，四周为圆型或方形，材料一般为碳钢或者不锈钢且没有接缝，而因此得名。主要采用：轧制、拉拔、挤压或穿孔等方法生产。适用于大部分流体的输送，如石油、天然气、煤气、水等等。